# Jacobus Trigland der Jüngere

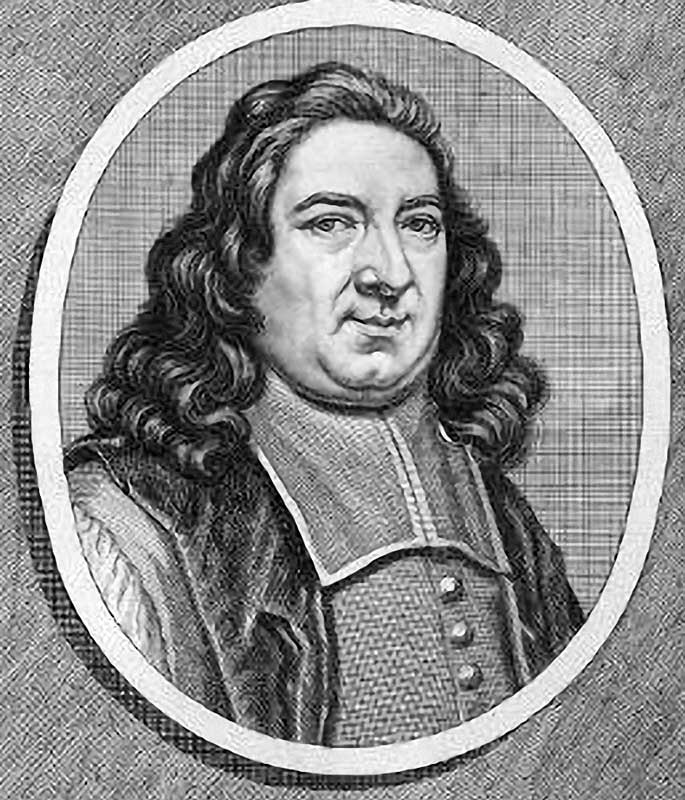
Jacobus Trigland der Jüngere

Jacobus Trigland der Jüngere (* 8. Mai 1652 in Haarlem; † 22. September 1705 in Leiden) war ein niederländischer reformierter Theologe und Philologe.

## Leben
Jacobus Trigland der Jüngere war Sohn des Theologen Jacobus Triglandus und von Johanna de Marees (* 23. April 1632 in Amsterdam; † November 1665), Tochter des angesehenen und reichen Kaufmanns in Amsterdam Jan de Marees (* 22. Mai 1596) und dessen Frau Elisabeth Schilder (* 1609; † 22. September 1648 in Amsterdam).
Er verlor beide Eltern im gleichen Monat, als er erst elf Jahre alt war. Danach übernahm sein Onkel Cornelis Trigland (1609–1672) die Aufsicht über ihn, aber auch der Bruder seiner Mutter Daniel de Marces förderte den Waisen. Seine ersten Bildungsgrundlagen legte er an der Lateinschule in Amsterdam, welche damals unter der Leitung des Rektors Adriaan Junius stand. Hier hatte er sich mit der lateinischen und griechischen Sprache beschäftigt.
Seine Studien begann er an der Universität Harderwijk, wo er sich am 20. September 1667 in die Matrikel der Hochschule einschrieb. Seine Studien setzte er am 19. Februar 1669 an der Universität Leiden fort. Hier hatte er die Vorlesungen von Antonius Hulsius in den orientalischen, sowie alten Sprachen besucht und sich später dem Studium der Theologie unter Abraham Heidanus, Christophorus Wittichius (1625–1687) und Friedrich Spanheim gewidmet. 1676 wurde er Kandidat des geistlichen Ministeriums und er bekam Anfang 1677 eine Pfarrstelle auf dem Dorf Uithoorn. Bald aber hatten sich seine guten Anlagen als Pfarrer herumgesprochen. So nahm er 1678 eine weitere Pfarrstelle in Breda an, folgte 1680 einem Ruf als Pfarrer nach Utrecht und ging 1681 als Pfarrer nach Leiden. Aufgrund seiner hohen theologischen Bildung entschlossen sich die Kuratoren der Leidener Hochschule am 8. Februar 1686 ihn als Nachfolger von Antonius Hulsius als Professor der Theologie in den Lehrkörper der Leidener Hochschule zu ernennen.
Damit hatte er genauso wie sein Großvater Jacobus Trigland der Ältere diese hoch angesehene Stellung in Leiden erreicht. Hierzu wurde er am 19. März 1686 ehrenhalber zum Doktor der Theologie ernannt. Dennoch war er nicht wie sein Großvater ein Kontroverstheologe der reformierten niederländischen Theologie. Vielmehr war er um einen Ausgleich zwischen den verschiedenen Strömungen der reformierten Theologie bemüht und hatte gute Beziehungen zu Wilhelm III. von Oranien. Dennoch hat er sich in der Nachwelt weniger einen Namen als Theologe erworben, sondern vielmehr als ausgezeichneter Philologe. Nachdem er sich 1689/90 sowie 1699/00 als Rektor der Alma Mater auch an den organisatorischen Aufgaben der Hochschule beteiligt hatte, erhielt er am 24. Dezember 1701 zudem die Berufung zur Professur der hebräischen Sprache an der Leidener Hochschule. Dieses Amt trat er am 23. Januar 1702 mit der Einführungsrede de orgine causis rituum Mosaicorum an. Seine Bibliothek verkaufte man nach seinem Tod 1706.
Trigland war zwei Mal verheiratet.
Seine erste Ehe schloss er 1681 in Breda mit Isabelle Sophie de Geer († 1691) aus Amsterdam, der Tochter des Laurens de Geer und dessen Frau Margarite Cromom. Aus der Ehe gingen zwei Söhne und sechs Töchter hervor, von denen ein Sohn und vier Töchter den Vater überlebten Der Sohn Jacob studierte Rechtswissenschaften. Von den Töchtern kennt man Johanna Sophie Trigland, welche sich mit Cornelis van dem Brande verheiratete. Margaretha Christina Trigland war die erste Frau des Stadtrats und späteren Bürgermeister von Leiden Johann Friedrich Gronovius (* 10. März 1690;† 1760). Zudem kennt man Juliane Louise Trigland und Elisabeth Constanze Trigland.
Seine zweite Ehe schloss er 1699 mit Susanne Loten, der Tochter des Deichgrafen in Beemster Jan Looten und dessen Frau Apollonie Seleins, Witwe des Schiffers aus Amsterdam Pieter Hulst. Sie brachte den Sohn Jan Hulst mit in die Ehe, welcher später Rechtswissenschaften studierte.

## Werke
- Oratio De legitima fidei propagandae ratione. 1686
- Oratio de utilitate religionis in republica. Leiden 1690
- Insidiae publico et execrando parricidio, Guilhelmo III., Angliae, Scotiae, Galliae et Hyberniae, regi Hollandiae ... gubernatori haereditario ... averruncante Deo, frustra nuper paratae, quas publice, oratione ligata. 1696, 1702
- Conjectanea ad quaedam obscura Fragmenti de Dodone Loca. Leiden 1699
- Dissertatio de Josepho Patriarcha in sacri Bovis Hieroglyphico ab Aegyptiis adorato. Leiden 1700, 1705, 1748
- Laudatio funebris, celeberrimi atque sapientissini viri Frid. Spanhemii. Leiden 1701
- Dissertatio de origine et causis rituum mosaicorum. Leiden 1702
- Diatribe de secta Karaeorum quae hic enarratur ; et illustris Jos. Scaligeri de iis opinio vindicatur. 1703
- Dissertatio de Karaeis. Leiden 1703 Hamburg 1714

Herausgeber
- Disputatio Theologica De Libro (qui vulg:) Justorum. ad Loca, Jos. X: 13. & 2 Sam. 1: 18. 1693
- Disputationis theologicæ pars altera de corpore Mosis, ad locum Judæ, vers. IX. 1697
- De tribus Judaeorum sectis. Delft, 1703